# Konrad Stahel
Konrad Stahel, také  Stachel, latinsky Chalybs (činný 1482–1499) byl německý tiskař.
Snad pocházel z Blaubeuren. Jistě se učil tisknout v Pasově roku 1482 u Benedicta Mayra. V roce 1484 se přesunul do Benátek (na jeho místo přišel Johann Alakraw), kde tiskl s Andreem Corvem. V Benátkách se nejspíše seznámil s tiskařským uměním Erharda Ratdolta. Poté tiskl v Brně s Matyášem Preinleinem, poprvé v roce 1486 (na prvních brněnských tiscích jsou oba označení jako „impressores Veneti“, takže zřejmě oba studovali v Benátkách). V roce 1499 odešel Preinlein do Olomouce, nicméně Stahel v Brně ještě jeden tisk vytvořil a poté o něm mizí zprávy (na tomto posledním tisku je Stahel uváděn jako „de Memmingen presbyter“, což by mohlo vést k možnosti, že se jednalo o dvě osoby).
V Pasově tiskl Vita et transitus (Epistola de morte Hieronymi) a Grammaticu roku 1482. Roku 1488 tiskl kroniku Jána Turca. Nejznámější je tisk na církevní objednávku (zejména z Olomouce). V roce 1491 vytiskl ostřihomský misál, 1498 olomoucká Statuta synodalia a 1499 žaltář (Psalterium Olomucense).